# تصوير بصري كمي

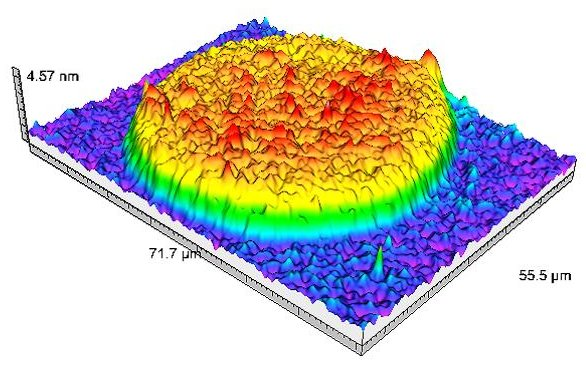
تقنية التصوير البصري الكمي ,صورة ثلاثية الأبعاد للحمض النووي حمض نووي ريبوزي منقوص الأكسجين رقاقة حيوية.

تعتمد تقنية تصوير بصري كمي (بالإنجليزية: Sarfus)‏ على: 
- تعامد مكونات الاستقطاب في المجهر الضوئي أو العكس.
- ووضع بالقرب من العينة لوحات دعم محددة لمراقبتها.

كما يعتمد تصويره على التحكم المثالي في خصائص الانعكاس للضوء المستقطب على الأمواج المنكسرة. مما يؤدي إلى زيادة الحساسية لمحاور المجهر الضوئي بواسطة معامل الدوران 100 دون انخفاض التحليل الجانبي، وبالتالي تزيد حساسية المجهر الضوئي وهي النقطة التي تؤدي إلى تصوير الأغشية مباشرة (أقل من 0.3 نانومتر)، ويعزل المكونات النانوية في ذات الوقت ويحدث ذلك في الهواء والماء.

## الأساسيات

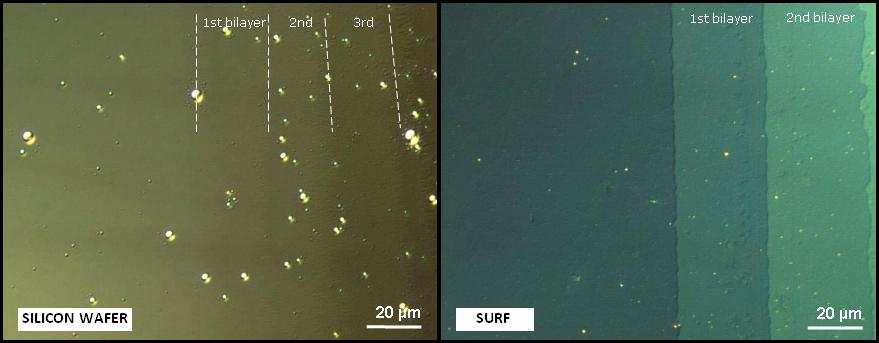
نلاحظ دعم التباين بين المجهر الضوئي ومنطقة النفاذ للمستقطب في بناء لانگميور ـ بلودجيت (Langmuir-Blodgett) (طبقة ثنائية سمكها: 5.4 nm) على رقائق السيلكون والموجة المنكسرة

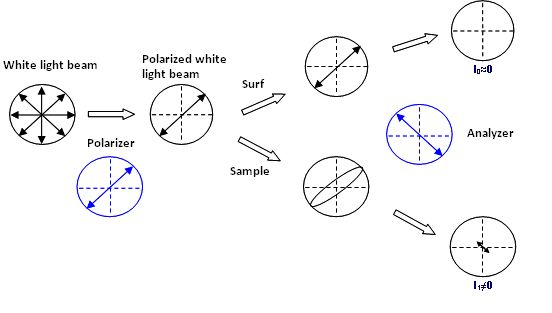
الضوء المستقطب بعد انعكاسه عن الموجة المنكسرة (0) والعينة النانوية على الموجة (1).

الدراسات الحديثة للضوء المستقطب المتماسك أدت إلى دعم تطور زيادة الخواص التباينية القياسية للمجهر الضوئي للضوء العابر في المستقطب المصنوع من طبقات بصرية على ركيزة شفافة التي لاتؤدي إلى تعديل الضوء المستقطب المنعكس، بينما يتم تعديل هذه الخاصية لعينة موضوعة على الموجة المنكسرة لللكشف عن المكونات الضوئية غير الصفرية بعد تحليل العينة المرئية
ويقدر الدعم لقياس التباين (C) للعينة
 (C=(I1-I0)/(I0+I1
حيث: I1,I0 هي شدة الانعكاس عن الموجة المنكسرة وتحليل العينة عليها على التوالي.
للأغشية ذات السمك 1 نانومتر تظهر الموجة المنكسرة 200أكثر من رقائق السيليكون,كما أن 
زيادة التباين هذه تسمح للمجهر الضوئي بالتصوير القياسي للأغشية ذات سمك أقل من 0.3نانومتر وكذلك الكائنات النانوية (قطرها أقل من 2نانو متر).
ومثال نلاحظ دعم التباين بين المجهر الضوئي ومنطقة النفاذ للمستقطب في بناءلانگميور ـ بلودجيت (بالإنجليزي :Langmuir-Blodgett)على رقائق السيلكون والموجة المنكسرة.
وبالأضافة للتصوير، وصل تطور إلى إمكانية قياس سمك العينة المحللة.بنفاذالإرسالات اللونية بين معايير قياسية نانوية والعينات المحللة.
في الواقع يتسبب التداخل الضوئي (الأحمر والأخضر والأزرق)للعينة وكذلك السمك البصري إلى التحليل ثلاثي الأبعاد للعينة وقياس وضع المقطع والخشونة وقياسات توبولوجية.

## إعدادات التجربة
إعدادات التجربة بسيطة : توصيف العينة باستخدام تقنيات مختلفة مثل التغشية بالغمس، التغشية بالتدويم، وضع ماصة، التبخر....على الموجة المنكسرة بدلا من شريحة المجهر التقليدية حيث يتم الدعم في المرحلة المجهرية.

## التفاعل المتبادل مع الاجهزة
تقنية sarfus يمكن ان تكون متكاملة أدوات التحليل (مجهر القوة الذرية، مجهر رامان،..الخ) لإضافة وظائف جديدة مثل التصوير البصري، قياس السمك ,دراسة الحركية وأولوية التركيز لحفظ الزمن والمواد الاستهلاكية.

## تطبيقات

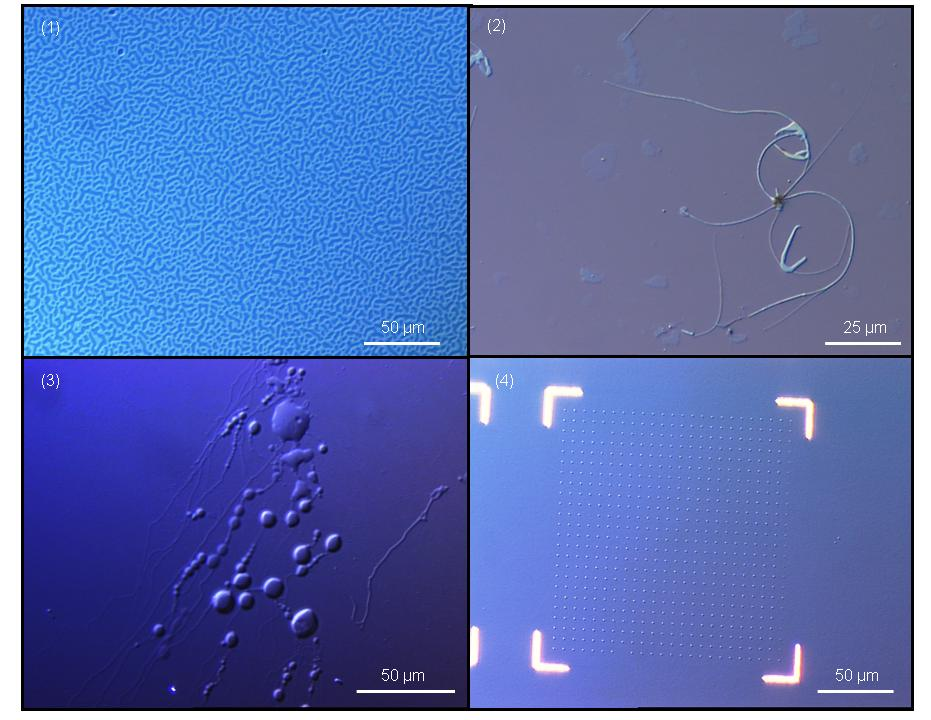
تصوير بصري يكمي لبناء نانوي: 1. هيكل مايكروي لشريحة بوليمرية (73 nm), 2. حزم أنابيب الكربون, 3. حويصلات دهنية في محلول مائي, 4.زخرفة نانوية لنقاط الذهب (50 nm^{3}).

### علوم الحياة
- أفلام بيولوجية.[2][3]
- الرقائق الحيوية[4]
- فسفوليبيدات
- الطباعة الحجرية الناعمة[5]
- التصاق الخلايا

### سمك الغشاء ومعالجة السطح
- الشرائح البوليمرية
- طبقة لانغمير-بلوجيت[6]
- البلورات السائلة
- معالجة البلازما
- التجميع الذاتي للطبقات الأحادية

### المواد النانوية
- أنابيب نانوية كربونية
- جسيم نانوي[7]
- أسلاك النانو
- الجرافين[8]
- جزيئات حمض نووي ريبوزي منقوص الأكسجين

## المميزات
للمجهر الضوئي مميزات عديدة مقارنة بالمميزات المعتادة لتوصيف هياكل النانوأيضا يتميز بسهولة الاستخدام ورؤية مباشرة للعينة ,التحليل في الوقت الحقيقي يسمح بدراسة التحركية (زمن التبلور الحقيقي ,...الخ), واختيار واسع للتكبير (2.5إلى 100), يسمح بمجال مشاهدة من عدة مليمترات mm2 إلى بضع عشرات µm2، التحكم في مايحدث في الغلاف الجوي ودرجة الحرارة.

## وصلات خارجية
- Sarfus image gallery 1.
- Sarfus video gallery 2.